# Jan Kvíčala

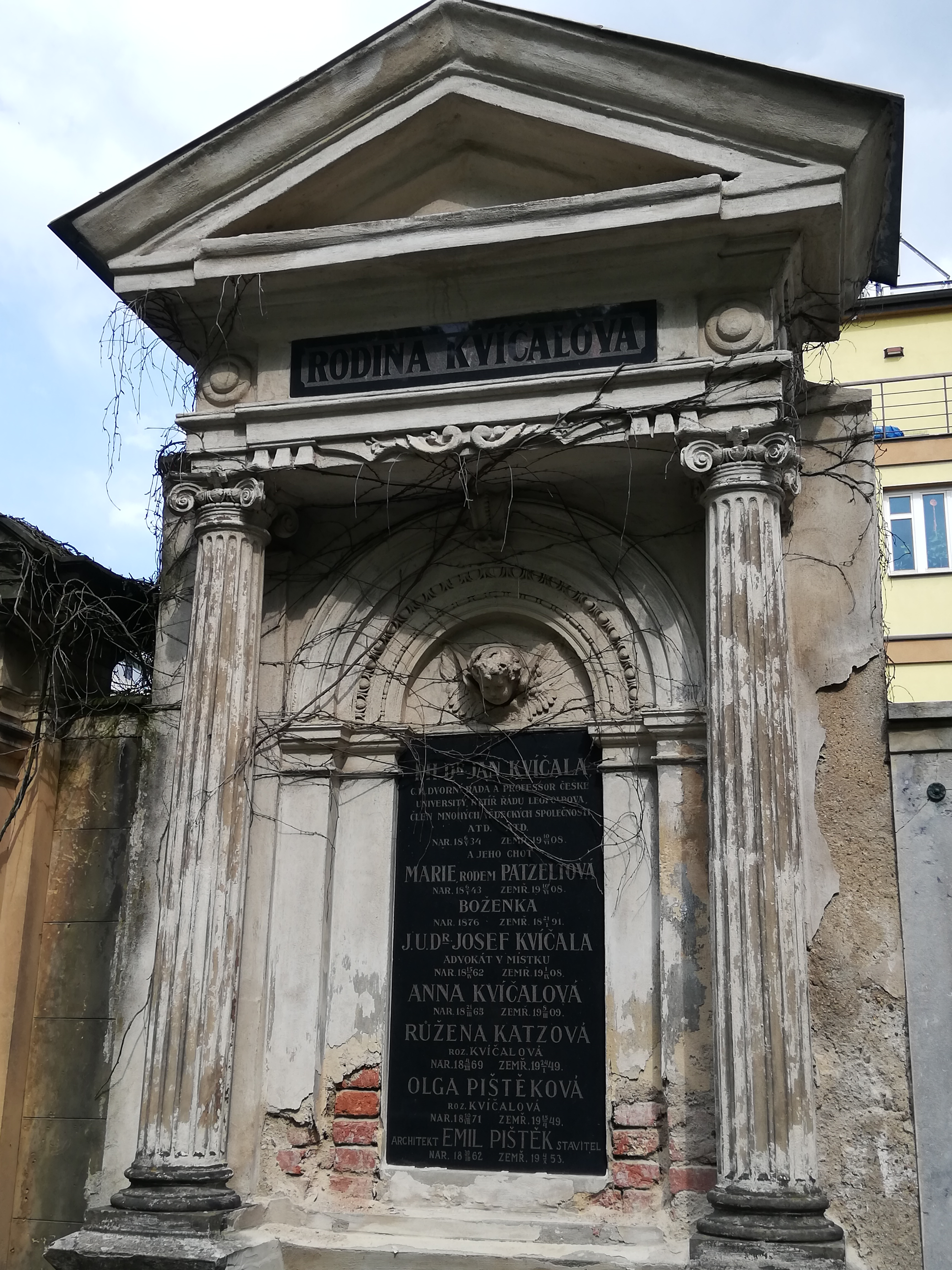
Hrob při východní obvodové zdi pražského hřbitova Malvazinky (sekce A; číslo hrobu: 22)

Jan Kvíčala (6. května 1834 Mnichovo Hradiště – 10. června 1908 Potštejn) byl český klasický filolog, pedagog a politik.

## Biografie
Filologii a srovnávací jazykovědu studoval v letech 1852–1855 na pražské Karlo-Ferdinandově univerzitě u Georga Curtia a Ludwiga Langa, získal zde titul doktora filozofie a roku 1855 nastoupil jako suplent na německojazyčné gymnázium na Malé Straně v Praze. V letech 1856–1857 si prohloubil znalosti na bonnské univerzitě, kde působil jako stipendista. Následně krátce vyučoval na gymnáziu v Litoměřicích. V roce 1859 se habilitoval na pražské univerzitě (již od roku 1858 na ni nastoupil coby vedoucí filozofického prosemináře na filozofické fakultě) a o dva roky později zde byl jmenován profesorem. Od roku 1861 kromě pravidelného vyučování v němčině zahájil i výuku v českém jazyce. V roce 1862 založil českou edici Bibliotéka řeckých a římských klasiků, v jejímž rámci publikoval četné klasické texty.
Byl aktivní i v politice. V období let 1881–1895 zasedal za staročechy na Českém zemském sněmu. Poprvé zde získal mandát v doplňovacích volbách roku 1881 místo Karla Hally. V letech 1883–1896 byl rovněž členem zemské školské rady. Dne 30. listopadu 1880 složil slib poslance Říšské rady (celostátní zákonodárný sbor), kde reprezentoval městskou kurii, obvod Litomyšl, Polička, Lanškroun atd. Rezignaci na mandát v Říšské radě oznámil na schůzi 4. prosince 1883.
Coby říšský a zemský poslanec se na počátku 80. let 19. století zasadil o rozdělení pražské univerzity na českou a německou, na české části se pak výrazně angažoval jak pedagogicky (první profesor klasické filologie), tak organizačně (obsazování českými odborníky, roku 1877 zvolen za děkana). Historik Otto Urban ho řadí mezi první (nebo spíše nultou) generaci českých univerzitních elit. V 80. letech neskrýval své částečné pochyby ohledně pravosti tzv. Rukopisů.
Vědecky se zabýval řeckou a římskou literaturou. Přeložil Sallustia a Hérodota, napsal kritické studie k Platónovi, Homérovi, Hésiodovi, Sofoklovi i Vergilovi a k řecké, latinské a české syntaxi. Roku 1873 založil časopis Listy filologické a paedagogické, přičemž v čele jeho redakční rady setrval až do roku 1886. Od roku 1895 vydával časopis České museum filologické.

## Rodina
- Syn Josef Kvíčala (1862–1908) působil jako advokát na Smíchově a později v Místku.[8][9] Přispíval do Ottova slovníku naučného pod značkou kv.[10]